# Comarcas de Albacete
La provincia de Albacete, como toda Castilla-La Mancha, carece de una ley de comarcalización. La existencia de municipios de gran extensión, que podrían considerarse pertenecientes a varias comarcas a un tiempo (Albacete, Alcaraz, Chinchilla de Monte-Aragón, …), la confrontación histórico-geográfica, la continuación cultural-histórica de comarcas en otras provincias y otros factores, no ayudan precisamente a elaborar una comarcalización precisa de la provincia.

## Comarcas tradicionales
La provincia de Albacete se suele considerar dividida en varias áreas correspondientes a realidades políticas históricas, o determinadas por accidentes orográficos. Las comarcas históricas más importantes de la provincia son:
- Altiplanicie de Almansa: más conocida como el Corredor de Almansa. Comprende los municipios de Almansa, Alpera, Bonete y Montealegre del Castillo, municipios históricamente dependientes de Almansa y pertenecientes al Marquesado de Villena. A ellos habría que añadir Caudete, pese a que histórica y geográficamente está más vinculado al Alto Vinalopó (Alicante).
- Campo de Montiel albaceteño: A diferencia del Campo de Montiel ciudadrealeño, a excepción de Ossa de Montiel, ninguno de sus municipios estuvo vinculado a las grandes órdenes militares monásticas. Por el contrario, podrían definirse como las tierras llanas del antiguo Alfoz de Alcaraz.
- Campos de Hellín: Comprende los municipios de Albatana, Fuente-Álamo, Hellín, Ontur y Tobarra, tierras de transición entre La Mancha y Murcia, así como las seis villas de la Encomienda de Segura de Albacete.
- Mancha Alta albaceteña: Compartida con las provincias de Ciudad Real, Cuenca y Toledo, se ajustaría a las tierras manchegas de la provincia pertenecientes a la cuenca del Guadiana y no pertenecientes al ámbito geográfico del Campo de Montiel.
- Mancha de Montearagón: Se extiende por buena parte de La Mancha albaceteña, tierras históricamente vinculadas al Marquesado de Villena y que dependían de Chinchilla de Monte-Aragón.
- La Manchuela: Compartida con la provincia de Cuenca, La Manchuela comprende los territorios situados entre los ríos Júcar y Cabriel, extendiéndose en ocasiones algo más allá de estas fronteras. Gran parte de La Manchuela albaceteña estuvo vinculada al Estado de Jorquera, mientras el resto del territorio era parte del Marquesado de Villena.
- Sierra de Alcaraz: Comprende los territorios serranos históricamente vinculados al Alfoz de Alcaraz. Toda la zona montañosa provincial a excepción de las seis villas de la Encomienda de Segura.

## Partidos judiciales

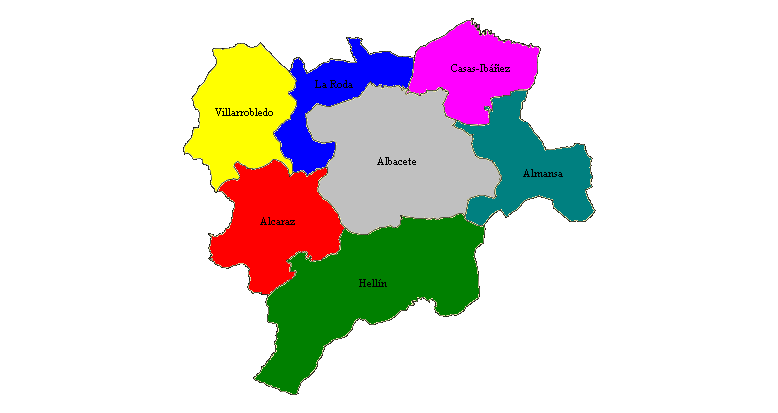
Partidos judiciales de la provincia de Albacete (1989)

La estructuración de la provincia de Albacete en partidos judiciales responde a razones administrativas, aunque en ocasiones se produzcan integraciones de algunos municipios en determinados partidos judiciales por deriva administrativa, perpetuándose en la historia. La actual estructuración de partidos judiciales es de 1989. Los actuales partidos judiciales de la provincia son siete:
- Albacete: Comprende los municipios de: Albacete, Alcadozo, Balazote, Barrax, Chinchilla de Monte-Aragón, Corral-Rubio, La Gineta, La Herrera, Hoya-Gonzalo, Peñas de San Pedro, Pétrola, Pozo Cañada, Pozohondo, Pozuelo, San Pedro y Valdeganga.
- Alcaraz: Comprende los municipios de: Alcaraz, El Ballestero, Bienservida, Bogarra, Casas de Lázaro, Cotillas, Masegoso, Paterna del Madera, Peñascosa, Povedilla, Riópar, Robledo, Salobre, Vianos, Villapalacios, Villaverde de Guadalimar y Viveros.
- Almansa: Comprende los municipios de: Alatoz, Almansa, Alpera, Bonete, Carcelén, Caudete, Fuente-Álamo, Higueruela y Montealegre del Castillo.
- Casas-Ibáñez: Comprende los municipios de: Abengibre, Alborea, Alcalá del Júcar, Balsa de Ves, Casas de Juan Núñez, Casas de Ves, Casas-Ibáñez, Cenizate, Fuentealbilla, Golosalvo, Jorquera, Mahora, Motilleja, Navas de Jorquera, Pozo-Lorente, La Recueja, Villa de Ves, Villamalea, Villatoya y Villavaliente.
- Hellín: Comprende los municipios de: Albatana, Ayna, Elche de la Sierra, Férez, Hellín, Letur, Liétor, Molinicos, Nerpio, Ontur, Socovos, Tobarra y Yeste.
- La Roda: Comprende los municipios de: Fuensanta, Lezuza, Madrigueras, Minaya, Montalvos, La Roda, Tarazona de la Mancha y Villalgordo del Júcar.
- Villarrobledo: Comprende los municipios de: El Bonillo, Munera, Ossa de Montiel y Villarrobledo.

## Comarcas actuales (o Mancomunidades)

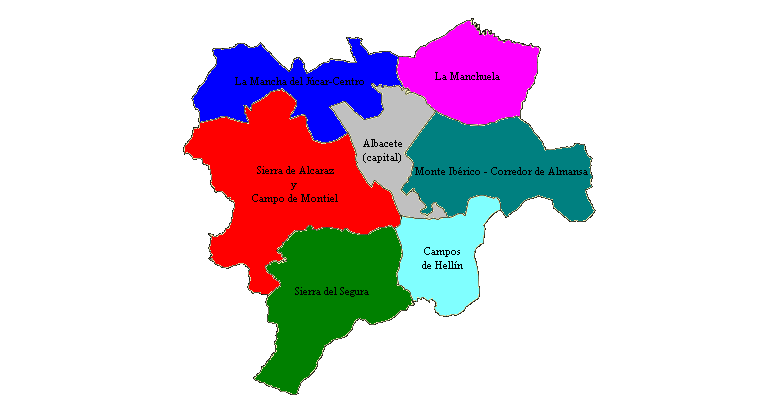
Comarcas actuales (o mancomunidades) de la provincia de Albacete

Finalmente, con ocasión de la necesidad de estructurar la provincia en zonas para la obtención de ayudas de la Unión Europea (programas LEADER y PRODER), se realizó una división “mixta”, basada en parte en la historia, en parte en la geografía, y en parte también en la necesidad de crear comarcas de tamaños y poblaciones similares. Esta división es la que goza en la actualidad de una mayor difusión, incluso como división comarcal, y es la usada en los catálogos turísticos provinciales. Las comarcas (Mancomunidades) de la provincia de Albacete según esta división son siete:
- Llanos de Albacete: Únicamente comprende el municipio de Albacete.
- Campos de Hellín: Está completamente identificado con la comarca histórica.
- La Mancha del Júcar-Centro: Comprende los municipios de Barrax, Fuensanta, La Gineta, Minaya, Montalvos, La Roda, Tarazona de la Mancha, Villalgordo del Júcar y Villarrobledo
- La Manchuela: Está identificado con la comarca histórica, dentro de los límites provinciales, y excluidos Tarazona de la Mancha y Villalgordo del Júcar.
- Monte Ibérico-Corredor de Almansa: Supone la fusión del Corredor de Almansa y parte de la Mancha de Montearagón; se añade Caudete que históricamaente ha pertenecido a la comarca alicantina del Alto Vinalopó.
- Sierra de Alcaraz y Campo de Montiel: Supone la fusión del Campo de Montiel albaceteño y la Sierra de Alcaraz “meseteña” y de la cuenca del Guadalquivir (la no perteneciente a la cuenca del río Mundo).
- Sierra del Segura: Supone la fusión de los municipios de la Encomienda de Segura históricamente vinculados con la población de Hellín, y la cuenca del río Mundo, históricamente vinculada a Alcaraz. Es de señalar la confusión que suele establecer el nombre de este territorio con la provincia de Jaén, donde existe una comarca histórica con el mismo nombre.

El problema de esta comarcalización es su escasa coherencia geográfica e histórica, pues entre otras cosas se buscaba crear comarcas de parecido volumen demográfico (separando por ello necesariamente la capital de los demás municipios) y dando como resultado comarcas absolutamente artificiales como la de Albacete (capital), la de La Mancha del Júcar-Centro o la fusión marcadamente anti-geográfica del Campo de Montiel con la Sierra de Alcaraz.

## Otras propuestas de comarcalización

### Comarcalización geográfica

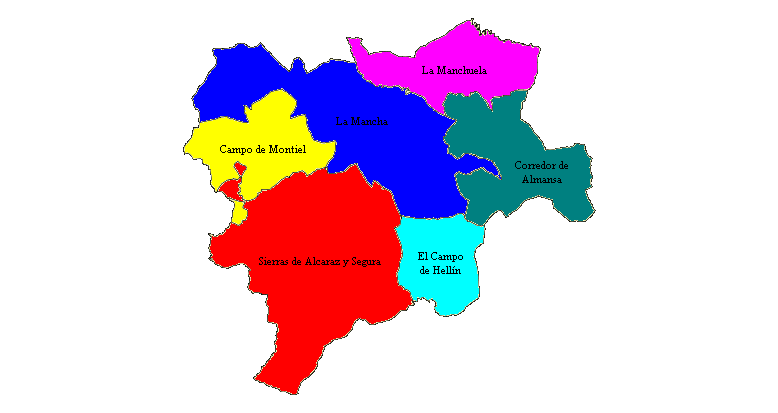
Comarcalización geográfica de la provincia de Albacete, según la propuesta de comarcalización de Castilla-La Mancha de M. Panadero y F. Pillet

Se han dado diversas propuestas de comarcalización además de estas, tales como la comarcalización geográfica de Castilla-La Mancha realizada por Miguel Panadero y Félix Pillet en 1999, que divide comarcalmente Castilla-La Mancha por encima de tradiciones históricas y de las mismas provincias. Dicha división distribuye las comarcas geográficas en tres tipos: de llanura, de transición y de sierra. En la provincia, se contarían seis comarcas (recordemos que oficialmente no existe una ley de comarcalización en Castilla-La Mancha):
- El Campo de Hellín: Comarca de transición. Comprende la comarca histórica de los Campos de Hellín, exceptuando Fuente-Álamo.
- Campo de Montiel: Comarca de transición. Se corresponde en su parte albaceteña con la mayor parte del Campo de Montiel albaceteño.
- Corredor de Almansa: Comarca de transición. Comprende el Corredor de Almansa y partes de las comarcas históricas de la Mancha de Montearagón, de la Manchuela y de los Campos de Hellín.
- La Mancha: Comarca de llanura. Comprende las comarcas históricas de la Mancha Alta albaceteña y partes de la Mancha de Montearagón y el Campo de Montiel albaceteño.
- La Manchuela: Comarca de transición. Comprende exclusivamente los municipios situados entre el Júcar y el Cabriel.
- Sierra de Alcaraz y Segura: Comarca de sierra. Supone la fusión de la comarca histórica de la Sierra de Alcaraz y de las seis villas de la Encomienda de Segura.

### Denominaciones de Origen
Son numerosas las denominaciones de origen, fundamentalmente de vinos, en la provincia de Albacete. Con frecuencia éstas toman una base comarcal, pero muchas veces no respetan en su extensión a las comarcas tradicionales. Ejemplos de denominaciones de origen de vino en la provincia de Albacete son:
- Almansa.
- Jumilla.
- La Mancha.
- Manchuela.

### Plan de Ordenación del Territorio (POT)

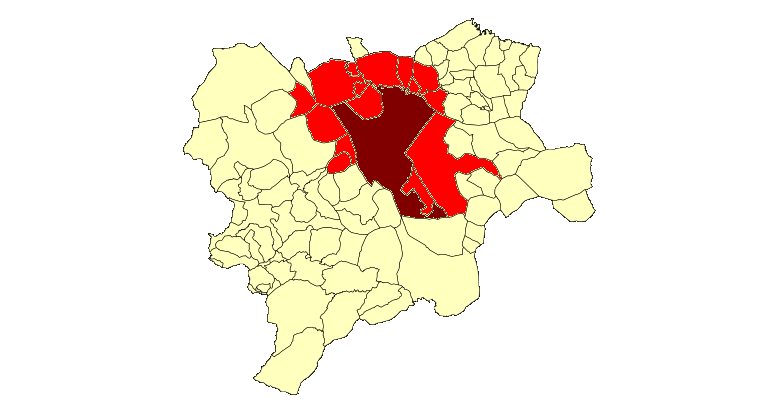
Área de influencia del municipio de Albacete, según el POT

Con el plan así llamado, la Junta de Comunidades de Castilla-La Mancha pretende realizar una nueva organización territorial. Siguiendo los pasos de la Estrategia Territorial Europea, se ha creado un POT para el municipio de Albacete y los municipios del entorno, es decir, un área de influencia de la ciudad de Albacete sobre su entorno. Esto viene a constituir una “proto-área metropolitana” para la ciudad de Albacete. Dichos municipios son, aparte de Albacete: Chinchilla de Monte-Aragón, Balazote, Barrax, Fuensanta, La Gineta, La Herrera, Madrigueras, Mahora, Montalvos, Motilleja, Pozo Cañada, La Roda, Tarazona de la Mancha y Valdeganga.